# RTL (Hongrie)
Pour les articles homonymes, voir RTL (homonymie).
Ne doit pas être confondu avec RTL Television.
RTL /ˈɛɾteːɛl/ est une chaîne de télévision généraliste commerciale privée hongroise fondée en 1997. Jusqu’au 22 octobre 2022 cette chaîne s’appelait RTL Klub.

## Histoire de la chaîne
RTL (auparavant RTL Klub) est l'une des premières Főnix TV télévisions commerciales hongroises. RTL Klub Elle est lancée en 1997, deux jours après sa principale rivale TV2. RTL vise principalement un public jeune et urbain âgé de 18 à 39 ans. Le 22 octobre la chaîne change son nom de RTL Klub à RTL.

## Capital
RTL est éditée par Magyar RTL Televízió Rt. (M-RTL Rt.), société détenue à 49 % par RTL Group (CLT-UFA S.A. et Pearson Netherlands B.V.) et par à 51 % par IKO – MATÁV Média Holding Rt (25 % Magyar Távközlési, 20 % Grundy International Holdings et 6 % Raiffeisen Unic Bank).

## Identités visuelles

Logo de RTL Klub jusqu'en octobre 2022.
Logo de RTL depuis le 22 octobre 2022

## Programmes

### Programmation
Les programmes de RTL sont principalement tournés vers les films et séries américaines à succès ainsi que les émissions de télé-réalité.
RTL et TV2 ont diffusé simultanément deux importantes émissions de télé-réalité. Alors que TV2 avait acquis les droits de diffusion de Big Brother, RTL Klub a produit sa propre émission nommée Való Világ (« Le monde réel ») qui a dépassé Big Brother en audience dès sa deuxième saison.

### Audiences
Jusqu'à l'hiver 2005-2006, RTL Klub était la chaîne la plus regardée en Hongrie. Depuis cette date, TV2 a progressivement pris le leadership.